# 遠藤ゆみ
遠藤 ゆみ（えんどう ゆみ、1986年8月12日 - ）は、滋賀県出身の元ボートレーサー。登録第4629号。身長151cm。血液型0型。107期。滋賀支部所属。妹は女性初のSGタイトルホルダーボートレーサーの遠藤エミ。

## 来歴
- 滋賀県立彦根翔陽高等学校卒業。高校生の頃からボートレーサーを目指しており、やまと競艇学校を受験したが不合格となり、年齢制限もあり一度は選手の道を諦め、働いていた[1]。
- 2009年10月、前年に競艇学校受験の年齢制限が変更されたことにより再びチャレンジし106期として合格。やまと競艇学校に106期として入学。訓練中の怪我で半期遅れ107期で卒業。
- 2010年9月18日、107期として選手登録。
- 2010年11月7日からボートレースびわこで開催された 一般戦「瀟湘八景賞」初日第1Rでデビュー[2]。（6着）
- 2011年5月18日からボートレースびわこで開催された G3「東日本大震災被災地支援 第20回びわこプリンセスカーニバル」2日目第1Rで6号艇6コースからまくり差しを決めて初勝利[3]（6-3-4 3連単107番人気払戻金121,290円）。
- 2015年12月30日、ボートレースびわこ 一般戦「選手会会長杯争奪 2015年末ファイナル」5日目第2R、レース中に事故を起こし右肩を負傷[4]。
- 2016年は手術やリハビリに励む。
- 2017年3月21日、ボートレース鳴門 一般戦「ヴィーナスシリーズ第12戦」初日第4Rで復帰。（5着）[5]。
- 2017年8月13日、ボートレースびわこ G3「オールレディース　ビーナスちゃんカップ」3日目第2Rで（2-1-3 3連単80番人気払戻金26,440円）[6]。翌第3Rでは、妹の遠藤エミも勝利。姉妹で連勝。（3-1-4 3連単3番人気払戻金1,200円）[7]。
- 2018年1月10日、ボートレース宮島 一般戦「デイリースポーツ杯争奪男女W優勝戦」5日目第5Rで非常識なフライング（+.05）で帰京。結果的にこのレースが最後の出走となった[8]。
- 2019年10月4日、最後のレースから1年半以上出走せずに選手登録消除、引退。

現役引退後は、株式会社TWINS SMILEを設立。代表を務めている